# Supercélula

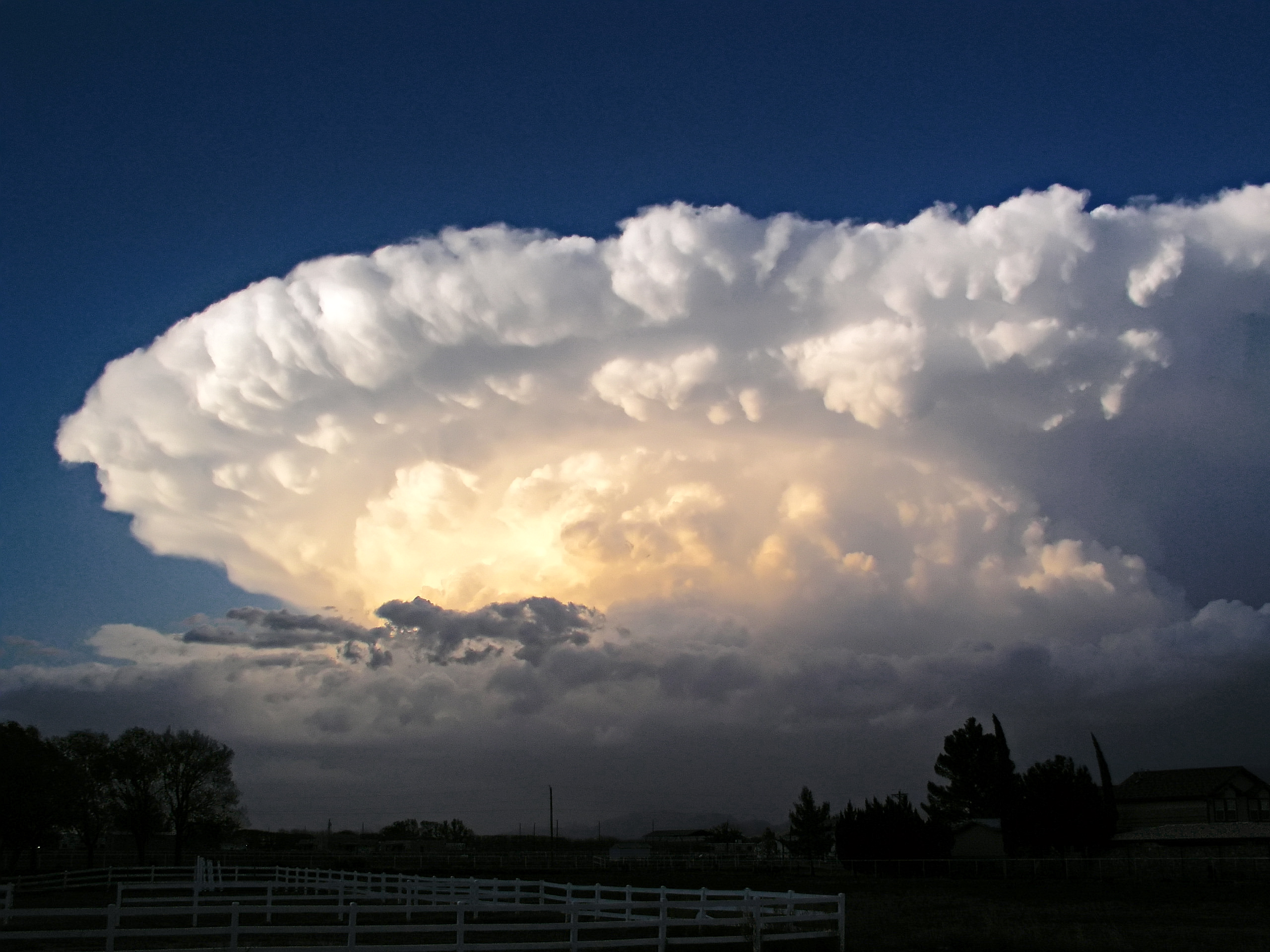
Uma supercélula. Enquanto muitas tempestades comuns são semelhantes, supercélulas são reconhecidas pelo seu tamanho e forma característica.

Uma supercélula é um tipo de tempestade caracterizada pela presença de um mesociclone (uma corrente de ar ascendente girando no interior da nuvem). Por esta razão, essas tempestades às vezes são chamadas de tempestades giratórias. Das quatro classificações de tempestade (Supercélula, multicélula, unicélula e linha de instabilidade) as supercélulas são geralmente as menos comuns, entretanto são também as mais severas. Esses sistemas estão frequentemente isolados de outras tempestades, e podem dominar o clima local por cerca de 32 km de distância.
Causam chuvas muito volumosas, produzem muitos raios e ventania. Mas o mais perigoso é quando ocorre a formação de tornados, (que são formados por mesociclones, esses identificados a partir de uma wall cloud) pois estes causam muitos danos por onde passam. Supercélulas tem geralmente três classificações: clássica, baixa precipitação e alta precipitação. Supercélulas de baixa precipitação são encontradas em climas mais secos e áridos, enquanto que as supercélulas de alta precipitação podem surgir em qualquer lugar do mundo sob as pré-condições necessárias a sua formação, mas são vistas principalmente nas Grandes Planícies dos Estados Unidos. No Brasil ocorrem principalmente nas regiões Sul e Sudeste do país, e eventualmente produzem tornados.

### Como se formam?

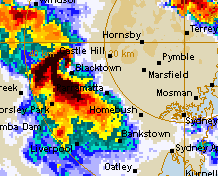
Radar metereológico, campo de refletividade mostra campos com detecção de tempestades/supercélulas

Supercélulas podem se formar a partir de frentes frias e humidades se misturando e formando nuvens tempestuosas, mas há alguns outros ingredientes necessarios para a formação de uma supercelula como a Helicidade que é o principal ingrediente para a formação de rotações dentro de um mesociclone, outro ingrediente fundamental é o CAPE (Convective Avaliable potencial energy ou em português Energia potencial convectiva disponivel), e por fim, para criar a rotação ou Hook Echo que são areas onde a nuvem (Supercélula) e constantemente puxada pra um unico ponto. 

## Caracterísicas
Supercélulas são geralmente encontradas isoladas de outras tempestades, embora elas possam, às vezes, aparecer em linhas de instabilidade. Tipicamente, supercélulas são encontradas na parte quente de um sistema de baixa pressão geralmente se propagando em linha com uma frente fria do sistema de baixa pressão. Por causa de sua duração (várias horas), são sistemas de tempestades praticamente estáveis. Supercélulas podem se desviar para a direita ou para a esquerda dos ventos predominantes. Esses sistemas podem eventualmente desenvolver duas correntes de ar ascendentes separadas com sentido de rotação opostos, que divide a tempestade em duas supercéluas que se afastam uma da outra.

### Anatomia
O atual modelo conceitual de uma supercélula foi descrito no livro Evolução das Tempestades Severas e Estrutura dos Mesociclones com relação à Tornadogênese (Severe Thunderstorm Evolution and Mesocyclone Structure as Related to Tornadogenesis) escrito por Leslie R. Lemon  e Charles A. Doswell.
Supercélulas possuem rotação devido a inclinação da vorticidade causado por correntes de vento. Fortes correntes fazem o ar que estava girando sobre um eixo horizontal subir, e girar sobre um eixo vertical. Isso forma uma corrente de ar em rotação ascendente, o mesociclone. Uma capa de inversão é geralmente necessária para formar uma corrente ascendente com força suficiente para formar um mesociclone. A capa coloca uma camada invertida de ar (ar frio sobre ar quente) sobre uma camada normal (ar quente sobre ar frio), formando uma camada limite, não permitindo que o ar quente da superfície suba, permitindo que um dos dois (ou ambos) eventos listados abaixo ocorra:
- Ar sob a camada limite aquece e/ou se torna mais úmido
- Ar sobre a camada limite esfria

Isto cria uma camada mais quente e úmida sob uma camada mais fria, que vai se tornando cada vez mais instável (porque o ar quente é menos denso e tende a subir). Quando a camada que impedia o ar quente de subir enfraquece, um desenvolvimento rápido acontece. Na América do Norte, supercélulas geralmente aparecem no radar com a forma de um ponto ou de um anzol no lado sudoeste, indo para o nordeste. A maior precipitação acontece no lado sudoeste, terminando rapidamente na base de ventos ascendentes sem chuva ou corrente ascendente principal (não visível no radar). Os ventos descendentes da parte de trás levam precipitação no sentido anti-horário em torno dos lados norte e noroeste da base de vetos ascendentes, produzindo um "eco de gancho (ou anzol)" que indica a presença de um mesociclone.
|  |  |  |

### Formas características

Características de uma supercélula.

Diagrama da vista superior de uma supercélula. RFD: Ventos descendentes do lado posterior, FFD: Ventos descendentes do lado anterior, V: Chanfradura em forma de V, U: Corrente ascendente principal, I: Transição entre ventos descendentes e ascendentes, H: anzol

Topo acima da bigorna: esta forma de "domo" aparece acima do local onde existe a corrente de ar mais forte na bigorna da tempestade. É o resultado de um vento muito forte, suficiente para atingir as camadas superiores da troposfera. Um observador que está no solo muito perto da tempestade não consegue ver este domo porque a bigorna bloqueia a visão desta característica.
Bigorna: uma "bigorna" se forma quando os ventos ascendentes da tempestade colidem com o topo da troposfera e não têm mais como subir por causa das leis de fluidodinâmica - especialmente, pressão, umidade e densidade. A bigorna é muito fria e virtualmente sem precipitação apesar da precipitação do tipo virga (quando a precipitação evapora antes de atingir o solo) acontecer depois da tempestade. Uma vez que existe muito pouca umidade na bigorna, os ventos podem se mover livremente. As nuvens tomam a forma de bigorna quando o ar ascendente atinge de 15 mil a 21 mil metros ou mais. A forma de bigorna é mais facilmente distinguível na frente da tempestade, como uma concha. Em alguns casos, se essa forma continuar depois da tempestade, é um sinal que um vento ascendente ainda persiste.
Base sem precipitação: Esta área, no lado sul da tempestade na América do Norte, é relativamente sem precipitação. Está localizada abaixo da corrente ascendente principal, e é a principal área de ventos descendentes. Enquanto a precipitação não é visível para um observador, granizo pode estar caindo nessa área.
Nuvens de parede: forma-se próxima da área entre ventos descendentes e ventos ascendentes. Essa área está entre a base de precipitação e a base sem precipitação. Nuvens de parede formam-se quando o ar frio da corrente descendente entra na corrente de ar quente ascendente. Este ar úmido e frio rapidamente se torna saturado enquanto é levado para o alto pelo vento ascendente, formando uma nuvem que parece "descer" da base sem precipitação. Nuvens de parede são comuns e não são exclusivas de supercélulas: somente uma pequena porcentagem produz um tornado, mas quando um tornado se forma uma nuvem de parede geralmente aparece. Nuvens de paredes que persistem por mais de 10 minutos, nuvens que parecem se mover violentamente para cima e para baixo e movimentos violentos de fragmentos de nuvens próximo a nuvem de parede são indicações de que um tornado pode se formar.
Mammatus: são formações na nuvem com forma bulbosa estendendo-se pela parte de baixo da bigorna de uma tempestade. Essas nuvens se formam quando o ar frio da região da bigorna desce para o ar mais quente abaixo da mesma. Mammatus são mais aparentes quando estão iluminados por um lado pelo sol e são, portanto, mais evidentes no pôr ou no nascer do sol, quando ele está baixo no céu. Mammatus não são exclusividade de supercélulas e podem estar associadas com tempestades desenvolvidas e cumulonimbus.
Ventos descendentes do lado anterior: esta é geralmente a área com maior precipitação. Entre essa área e a base em precipitação uma forma de "abóbada" ou "catedral" pode ser observada. nas supercélulas de alta precipitação uma área de grande precipitação pode ocorrer abaixo da área corrente ascendente onde a "abóbada" seria observada em supercélulas clássicas.
Ventos descendentes do lado posterior: é uma característica bastante complexa e não entendida totalmente. Esses ventos podem ocorrer principalmente em supercélulas clássicas e de alta precipitação, apesar de algumas de baixa precipitação também apresentarem essa característica. Acredita-se que os ventos descendentes do lado posterior contribuem em grande parte com a tornadogênese pelo estreitamento da rotação com o mesociclone próximo à superfície. Os ventos posteriores são criados pelo direcionamento dos ventos de uma supercélula colidindo com os ventos ascendentes e movendo-se em torno da mesma em todas as direções. Este vento descendente surge de um ar relativamente frio do nível médio, devido às interações entre umidade e condensação das massas de ar convergentes, e  podem atingir velocidades muito altas e é conhecido por causar danos por ventania. A evidência de radar desses ventos é a estrutura com forma de anzol, onde o ar descendente traz consigo a precipitação.

## Variações de supercélulas

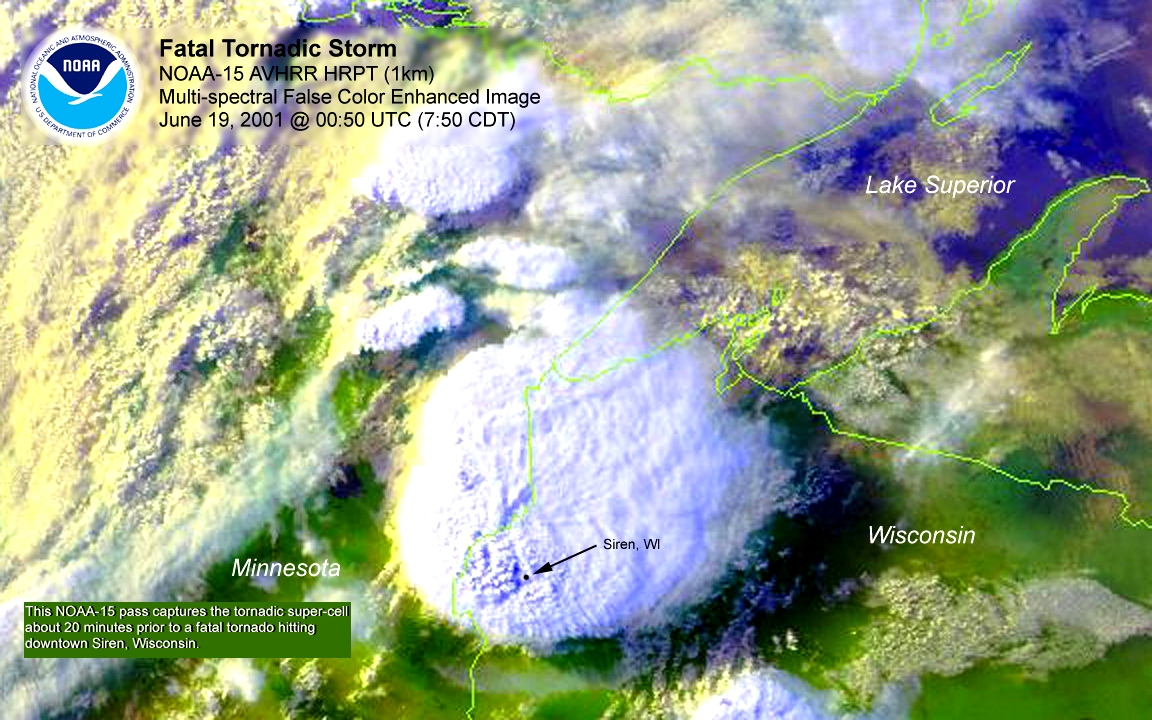
Vista de satélite de uma supercélula.

Supercélulas são geralmente classificadas por meteorologistas e "caçadores de tempestades" em três categorias. Entretanto, nem todas as supercélulas se encaixam exatamente em uma categoria, podendo ser híbridas (pertencerem a duas categorias ao mesmo tempo), e muitas supercélulas podem mudar de categoria ao longo do seu tempo de vida. Todos os tipos de supercélula causam condições meteorológicas extremas. As características descritas acima referem-se às supercélulas clássicas, mas a principal diferença entre elas é a quantidade de precipitação. Uma quarta classificação surgiu recentemente e são menos comuns.

### Baixa precipitação
Causam pouca precipitação (chuva ou granizo) em um núcleo separado da corrente de ar ascendente. Este tipo de supercélula pode ser facilmente identificado com a formação de estrias "esculpidas" na base ou até mesmo uma aparência de "saca-rolhas" na corrente ascendente. Isto é causado porque elas frequentemente se formam ao longo de "linhas secas", portanto deixando as nuvens com pouca umidade nas partes superiores. Esses sistemas geralmente se dissipam rapidamente e não se transformam em outro tipo de tempestades.
Apesar de ser conhecidas por formar tornados pequenos, eles são conhecidos por serem bastante intensos. Essas tempestades produzem granizo com menos de 25 mm de diâmetro, mas podem produzir muito granizo mesmo quando não existe um núcleo de precipitação, fazendo com que esse tipo de tempestade seja perigosa para caçadores de tempestades, pessoas e animais que estiverem em seu caminho. Devido a falta de um núcleo de precipitação intensa, supercélulas de baixa precipitação podem eventualmente se mostrar fracas no radar, sem evidência clara do "anzol" característico, quando na verdade podem estar produzindo um intenso tornado. Por isso as observações de caçadores de tempestades são de vital importância. Nuvens de funil ou mais raramente tornados vão se formar na metade do caminho entre a base e o topo da tempestade, descendo do cumulonimbus principal. Raios são raros comparados com os outros tipos de supercélula, e quando ocorrem são geralmente raios de nuvem para nuvem.
Na América do Norte, estas tempestades são praticamente exclusivas das Grandes Planícies durante os meses de primavera e verão. Movendo-se para o leste e sudeste, ocorrem principalmente nos estados americanos de Dakota do Norte e Montana e até nas províncias de Alberta e Saskatchewan no Canadá. Essas supercélulas são as mais procuradas por caçadores de tempestades porque a quantidade limitada de precipitação permite a visão de um tornado a uma distância segura, enquanto que nos outros tipos de supercélula é necessário chegar mais perto para ver o tornado.

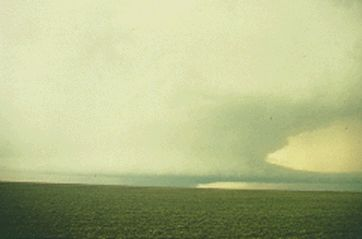
Supercélula de alta precipitação.

### Alta precipitação
Este tipo de supercélula, como o próprio nome já diz, tem um núcleo de precipitação muito mais intenso que se estende por toda área em torno do mesociclone. Estas são tempestades perigosas, uma vez que o mesociclone está no meio da zona de precipitação e com isso um tornado (se presente) pode estar "escondido" no meio da chuva. Essas tempestades causam enchentes, ventos fortes e tornados violentos. Elas têm um potencial menor para produzir granizo em comparação com as outras supercélulas. Produz raios entre as nuvens e entre a nuvem e o solo. Também, diferente dos outros tipos, os eventos na supercélula ocorrem na frente da tempestade. Esse tipo de supercélula é a mais comum nos Estados Unidos e na parte sul das províncias de Ontário e Quebec no Canadá.

### Minissupercélula ou supercélula de topo baixo
Enquanto supercélulas clássicas e de baixa e alta precipitação se referem a diferentes regimes de chuva e estrutura do mesociclone, outras variações foram detectados no início dos anos 1990 por Jon Davies. Estas tempestades menores foram chamadas de minissupercélulas mas são comumente chamadas com supercélulas de topo baixo.

## Efeitos

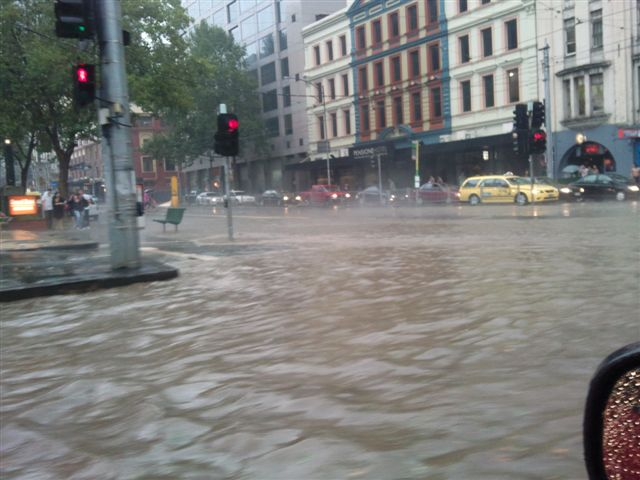
Enchente no centro de Melbourne em 6 de março de 2010

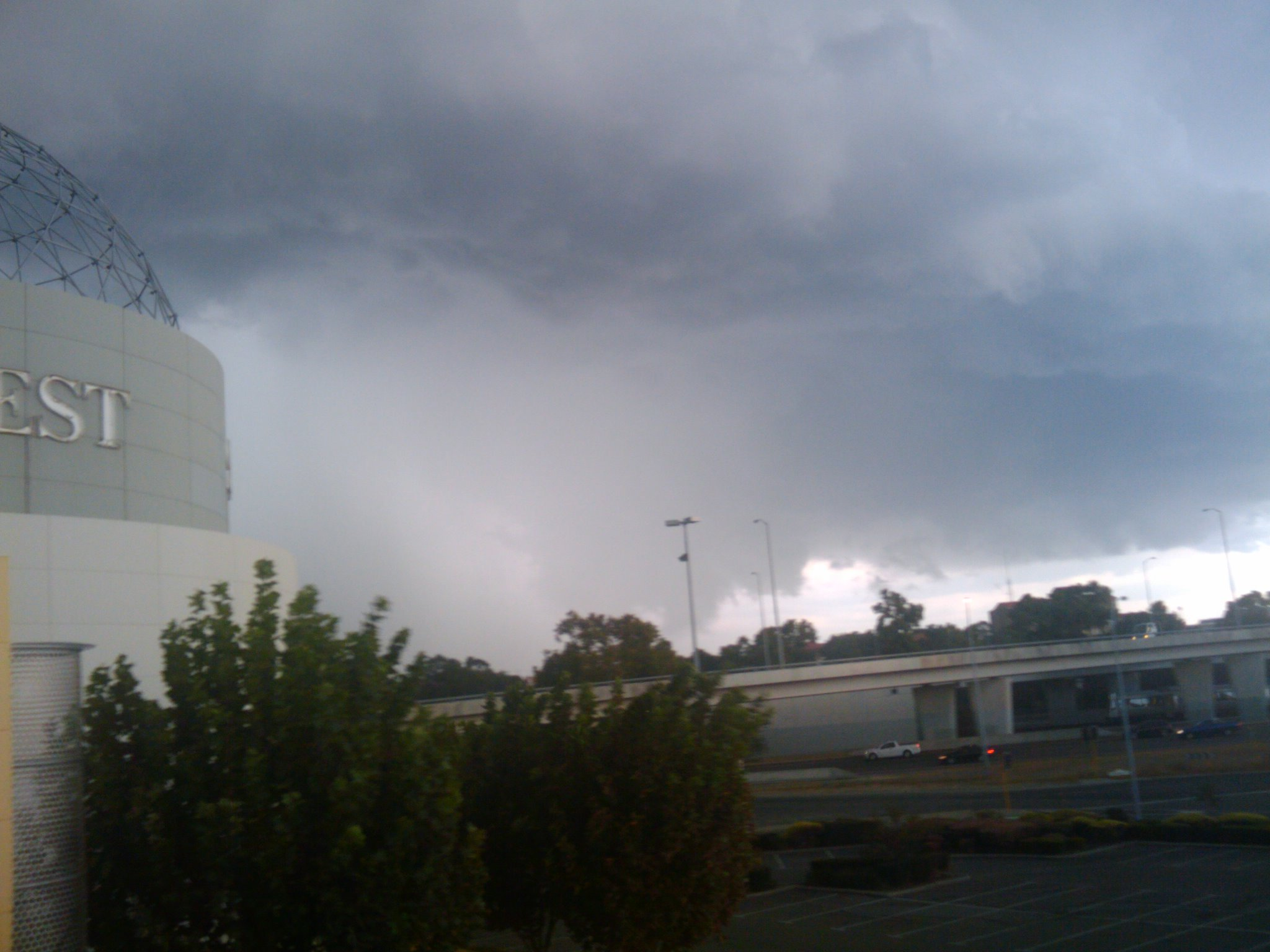
Tempestade se aproximando de Perth em 22 de março de 2010

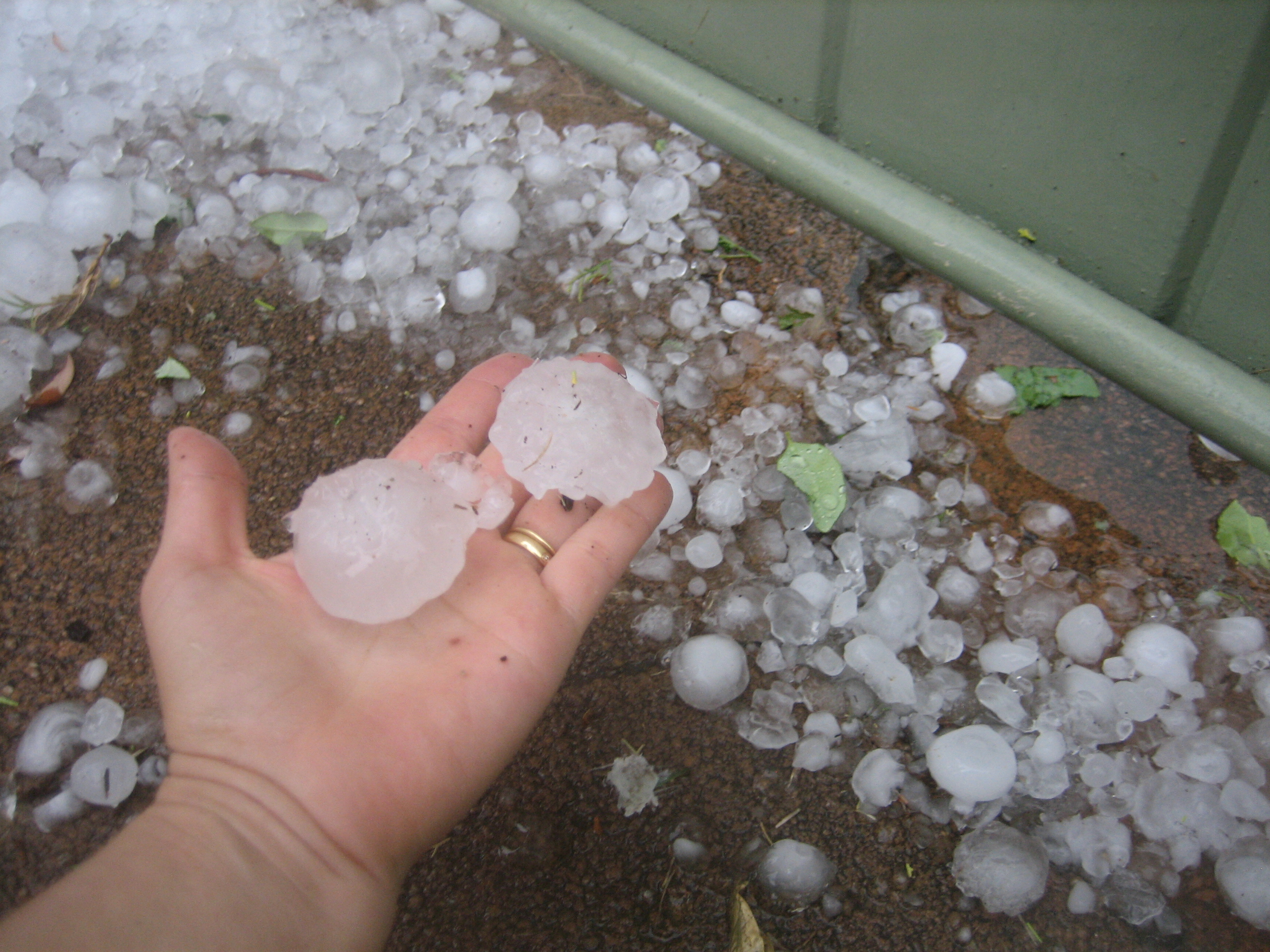
Tamanho das pedras de granizo em Perth em 22 de março de 2010.

Supercélulas podem produzir fortes ventos, chuva intensa com granizo, tornados mortais, enchentes e muitos raios. Eventos severos associados com a supercélula geralmente ocorre na área entre os ventos ascendentes e descendentes. No hemisfério norte, isto é mais frequente na parte dianteira da área de precipitação nas supercélulas de baixa precipitação e clássicas, mas podem ocorrer na frente da tempestade nas supercélulas de alta precipitação.
Enquanto os tornados são talvez os piores desses eventos severos, todos são perigosos. Ventos fortes causados pela corrente descendente podem atingir 148 quilômetros por hora, e rajadas de vento podem produzir tantos danos quanto um tornado. Enchentes são as maiores causas de morte relacionadas a condições extremas. Nenhum desses eventos são exclusividade de supercélulas, apesar de serem mais facilmente previstos quando estão associados a uma.

### Ocorrência
Supercélulas podem ocorrer em qualquer lugar do mundo se as condições forem favoráveis. A primeira tempestade caracterizada como supercélula foi a de Workingham, na Inglaterra, e foi estudada por Keith Browing e Frank ludlam em 1962. Browling fez um trabalho inicial que foi seguido por Lemon e Doswell para desenvolver um conceito moderno de supercélula. Com a extensão dos dados obtidos até hoje, conclui-se que supercélulas são mais frequentes nas Grandes Planícies do centro dos Estados Unidos e sul do Canadá, estendendo-se até a parte sul dos E.U.A. e norte do México. Também é bastante comum a formação de supercélulas no centro-leste da Argentina e no Uruguai, em partes da Índia, África do Sul e leste da Austrália, mas ocasionalmente ocorrem também em regiões de latitude média, como no leste da China e na Europa. As áreas com grande ocorrência de supercélulas são consequentemente áreas onde ocorrem tornados, visto que esses fenômenos estão diretamente associados.

### Exemplos de desastres associados a supercélulas
As supercélulas são um fenômeno global, como será evidenciado pelos exemplos a seguir.

#### Ásia
Algumas reportagens sugerem que a enchente de 26 de julho de 2005, em Mumbai, Índia foi causada por uma supercélula quando havia uma nuvem com 15 quilômetros de altura sobre a cidade. Neste dia 944 mm de chuva caíram sobre a área, dos quais 400 mm caíram em 4 horas. A chuva coincidiu com a maré alta, o que piorou a situação.

#### Austrália
Em 14 de abril de 1999, uma tempestade severa depois classificada como supercélula atingiu a costa leste da Nova Gales do Sul. Estima-se que a tempestade derramou 500 mil toneladas de gelo (granizo). Até então foi o desastre mais caro da história do país, causando um prejuízo de aproximadamente 2.3 bilhões de dólares, dos quais 1.7 bilhão foram cobertos por empresas de seguros.
Em 27 de fevereiro de 2007, uma supercélula atingiu Canberra, a capital do país, deramado quase um metro de gelo no centro comercial da cidade. O gelo era tanto que um telhado de um shopping center recém construído caiu. Muitos pássaros também morreram por causa do granizo. No dia seguinte muitas casas em Canberra ficaram sujeitas a inundação, causadas pela incapacidade da estrutura de escoamento de água por causa do gelo ou por causa de deslizamentos de terra.
Em 2010, no dia 6 de março, supercélulas atingiram Melbourne. Essas tempestades causaram enchentes no centro da cidade e queda de grandes pedras de granizo que danificaram carros e prédios, causando um prejuízo de 220 milhões de dólares. Em somente 18 minutos 19 mm de chuva caíram causando destruição nas ruas inundadas e trens, aviões e carros foram paralisados.
No mesmo mês, no dia 22, uma supercélula atinge a cidade de Perth. Essa tempestade foi uma das piores da história da cidade, causando a queda de granizo, cujas pedras de gelo atingiram 6 centímetros de diâmetro, e chuvas torrenciais. A cidade teve a chuva média prevista para todo mês de março em apenas sete minutos durante a tempestade. As pedras de granizo causaram muitos danos, desde quebrar janelas até danificar carros. Essa tempestade causou um prejuízo de 100 milhões de dólares.

#### Europa
Em 2009, na noite de 25 de maio, uma supercélula se formou sobre a Bélgica. Foi descrita pelo meteorologista belga Frank Deboosere como "uma das piores tempestades nos anos recentes" e causou muitos danos por todo o país, principalmente nas províncias dos Flanders Ocidentais (em torno de Ghent), Brabante Flamengo (em torno de Bruxelas) e Antuérpia. A tempestade ocorreu entre uma e quatro da madrugada na hora local. Uma incrível marca de 30 mil raios foi registrada em duas horas - incluindo 10 mil raios nuvem para nuvem. Pedras de granizo com mais de 6 centímetros de diâmetro foram encontradas em alguns lugares e rajadas de vento de mais de 90 quilômetros por hora foram registrados. Árvores foram arrancadas e caíram sobre várias estradas. Em Lillo (leste da Antuérpia) um trem de cargas foi retirado dos trilhos por causa da ação do vento.
Em 18 de agosto de 2011, o festival de rock Pukkelpop em Kiewit, Hasselt, também na Bélgica também foi atingido por uma supercélula. Ventos com a forma de tornado foram registrados. Árvores com mais de 30 centímetros de diâmetro foram quebradas e as tendas do festival foram destruídas. Grandes pedras de gelo atingiram o campus. Cinco pessoas morreram e 140 pessoas ficaram feridas. Mais uma pessoa morreu uma semana depois. O evento foi suspenso. Ônibus e trens foram mobilizados para levar as pessoas de volta para casa.

#### América do Norte

Tornado na cidade de Elie, Manitoba, Canadá.

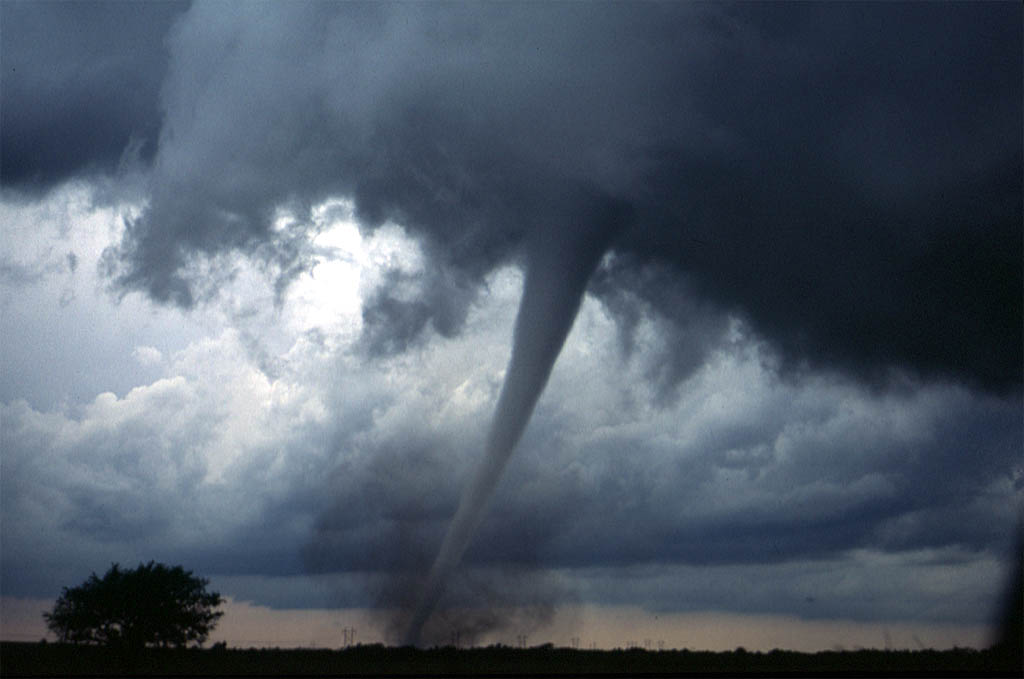
Um dos tornados do surto de tornados de 3 de maio de 1999 em Oklahoma, EUA.

A região das grandes planícies americanas onde ocorrem mais tornados em todo o planeta. Tornado Alley é uma região dos Estados Unidos onde o tempo severo é comum. Tempestades de supercélulas podem surgir em qualquer dia entre março e novembro, mas são concentrados na primavera. Avisos são frequentemente emitidos na estação dos tornados e ajudam a salvar a vida de muitas pessoas.
Gainesville, Georgia foi o local do quinto tornado que causou mais mortes nos Estados Unidos na história, em 1936, quando a cidade foi devastada e 203 pessoas morreram.
O grande surto de tornados de Grand Island em 1980 afetou a cidade de Grand Island, Nebraska em 3 de julho de 1980. Sete tornados tocaram o chão na ou próximo a cidade naquela noite, matando 5 pessoas e ferindo 200. Neste dia uma supercélula massiva se desenvolveu ao norte no fim da tarde e movia-se vagarosamente em direção à cidade. Em menos de 3 horas surgiram sete tornados, sendo um de classe F4 e três de classe F3. Esse surto serviu de base para pesquisas detalhadas sobre eventos desse tipo.
O tornado na cidade de Elie, Manitoba (Canadá) foi um tornado de classe F5 que atingiu a cidade em 22 de julho de 2007. Apesar de várias casas terem sido destruídas, ninguém foi morto ou ferido pelo tornado.
Um surto de tornados massivo originou um tornado de classe F5 em 3 de maio de 1999 próximo a Oklahoma City e outros 74 tornados por todo o estado de Oklahoma num período de 21 horas.  Neste dia formaram-se, no total, 141 tornados em Oklahoma, Kansas e Texas. Esse evento matou 46 pessoas, feriu cerca de 800 e causou um prejuízo de 1,5 bilhão de dólares.

#### África do Sul
O país testemunha o surgimento de várias supercélulas todo ano com a ocorrência de tornados isolados. Na maioria das vezes esses tornados ocorrem nas áreas rurais e raramente causam danos às propriedades, sendo que grande parte dos tornados que ocorrem no país não são registrados. A maior parte das supercélulas se desenvolve nas partes central e nordeste do país. O Estado Livre, Gauteng e Kwazulu Natal são tipicamente as províncias onde as tempestades mais acontecem, embora a atividade não esteja restrita somente a estas províncias. Apesar de raros, tempestades de granizo também ocorrem.
Em 6 de maio de 2009, um "anzol" bem definido se formou nos radares sul-africanos, e as imagens de satélite mostraram uma forte tempestade de supercélula. Foram registrados chuvas muito fortes, ventos violentos e granizo.
Em 2 de outubro de 2011, dois tornados devastadores formaram-se em partes diferentes do país com algumas horas de diferença. O primeiro, classificado como um F2 atingiu Meqheleng, um assentamento fora de Flicksburg, no Estado Livre que devastou casas e barracos, arrancou árvores e matou uma criança. O segundo, que atingiu o assentamento de Duduza, Nigel na província de Gauteng, também foi classificado como F2. Este tornado matou duas crianças e destruiu muitas casas.

#### Brasil

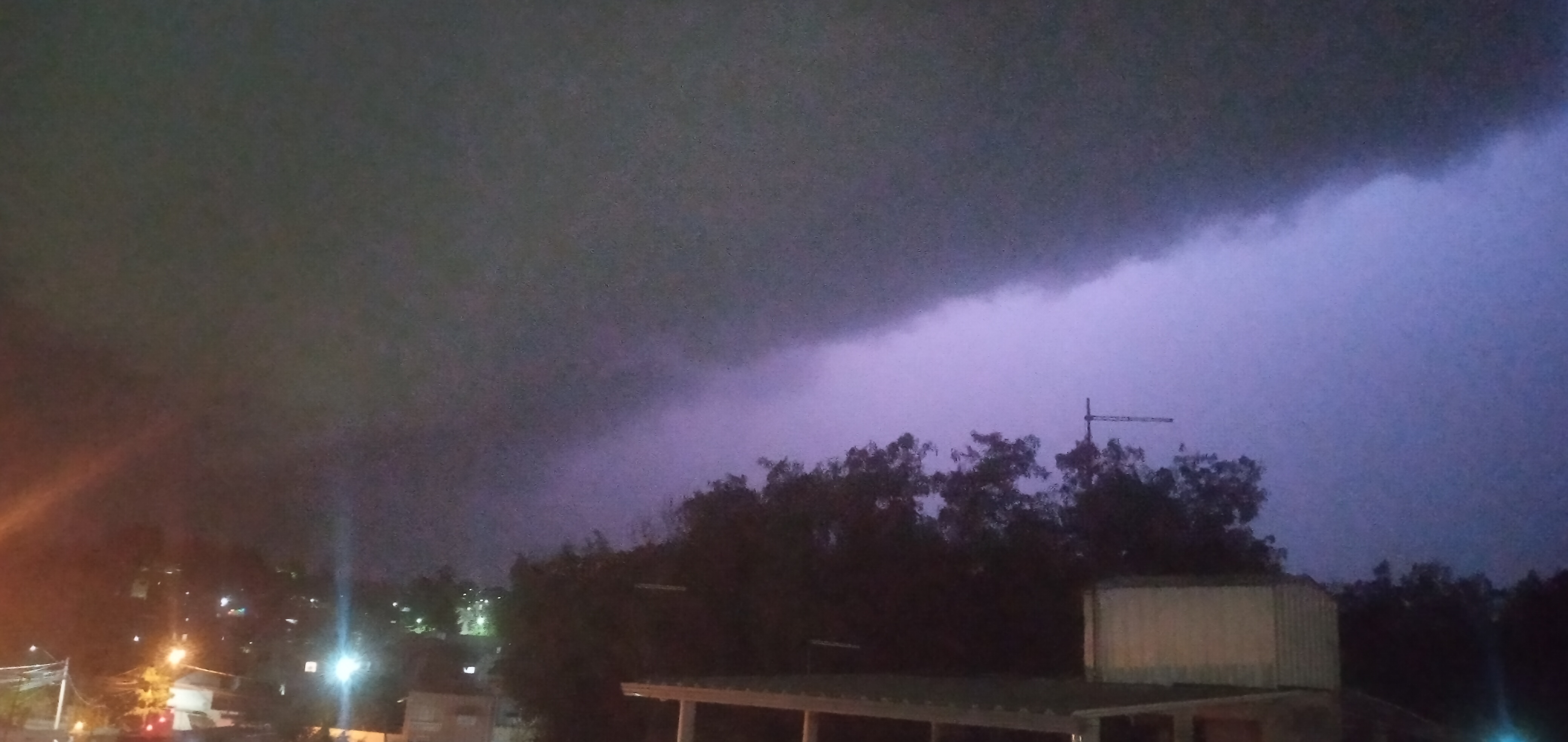
Uma supercélula avançando sobre Piracicaba em 28 de dezembro de 2024

No Brasil as tempestades de supercélula ocorrem principalmente nas regiões Sul e Sudeste do país. Por exemplo, no dia 4 de maio de 2001 uma tempestade com tornado atingiu a cidade de Sumaré, na Região Metropolitana de Campinas, no interior de São Paulo. Os ventos que chegaram a 300 quilômetros por hora destelharam casas, arrancaram árvores e deixaram a cidade sem energia elétrica e telefonia. Várias pessoas ficaram feridas e uma pessoa morreu. A tempestade também causou danos nas cidades vizinhas como Campinas e Americana.
Em 30 de setembro de 1991 ocorreu em Itu, no estado de São Paulo, o tornado mais forte registrado no país, de classe F3, com ventos que atingiram 300 quilômetros por hora. O tornado, que atingiu uma base de 200 metros de largura, deixou 16 mortos e cerca de 200 feridos, além de causar imensos prejuízos materiais.
No dia 25 de maio de 2005, ocorreu em Indaiatuba, também em São Paulo, outro violento tornado. Os ventos chegaram a 250 quilômetos por hora e deixaram a cidade às escuras. Cerca de 400 imóveis foram danificados, 56 postes foram arrancados e um caminhão de 42 toneladas foi tombado na pista. Segundo os moradores da região, o grande tornado formou-se da união de três vórtices distintos, dois deles foram registrados em imagens. O fenômeno também causou prejuízos em 11 cidades vizinhas. Os prejuízos foram estimados em 92,7 milhões de reais.
Particularmente, as regiões metropolitanas de Campinas (RMC) e Piracicaba (RMP), no interior do estado de São Paulo, possuem registros frequentes se comparadas a outras áreas do Sudeste, como evidenciado pelos registros de Sumaré, Itu e Indaiatuba, todos na RMC. Em 2012, a RMC foi incluída na rota dos tornados do Brasil a partir de um estudo realizado pela UNICAMP. Em 29 de março de 2006, uma tempestade supercelular com ventos de até 160 km/h produziu um tornado F1 no bairro Agronomia, em Piracicaba, afetando o campus da Escola Superior de Agricultura Luiz de Queiroz (ESALQ) da Universidade de São Paulo (USP) e produzindo mais três tornados no município vizinho de Santa Bárbara d'Oeste. Em 1º de junho de 2016, uma supercélula produziu granizo de grandes dimensões em Rio Claro, na RMP. Três dias depois, entre a noite de 4 de junho e a madrugada do dia 5, várias supercélulas produziram tornados na RMC, incluindo um na Zona Leste de Campinas e outro em Jarinu.
Na Região Sul, um exemplo é o tornado que atingiu a cidade de Criciúma em Santa Catarina no dia 3 de janeiro de 2005. Os ventos atingiram 100 quilômetros por hora e destruíram várias casas em seis bairros da cidade. Em 5 de dezembro de 2010, foi registrado o primeiro tornado em Minas Gerais, na cidade de Uberlândia. O fenômeno foi de fraca intensidade e praticamente não causou danos.
Há também uma incidência ocasional desse tipo de tempestade na região Centro-Oeste, principalmente no Mato Grosso do Sul, oeste de Mato Grosso e sul de Goiás, mas essa incidência ainda não foi estudada.